# Branislav Raičević
Branislav Raičević (Beograd, 9. jun 1973) srpski je komičar, scenarista i TV lice iz Beograda.
Javnosti je postao poznat kao jedan od učesnika u emisiji Veče sa Ivanom Ivanovićem, gde se u početku pojavljivao u skečevima a zatim i kao učesnik u panelima i igrama. Koautor je i voditelj u emisijama Veče sa Ivanom Ivanovićem - Veče smeha i Veče sa Ivanom Ivanovićem i muškarcima. Bio je jedan od voditelja jutarnjeg programa Naše jutro 2015. na B92, čiji je producent bio Ivan Ivanović.
Poznat je i kao Bane Mirijevac po delu Beograda, Mirijevu, u kojem živi i kao "Kralj Kaladonta" što predstavlja internu šalu vezanu za jednu od igara u emisiji Veče sa Ivanom Ivanovićem - Veče smeha koja je sada integralni deo objedinjene emisije Veče sa Ivanom Ivanovićem.
Poznat po specifičnom humoru i učešću u velikom broju skečeva u ovim emisijama.
U medijima je od 1996. godine kao voditelj i producent radio reklama na Naxi radiju, a kasnije i na lokalnom radiju Idea. Na TV ulazi kao scenarista u kvizovima Želite li da postanete milioner i Najslabija karika na BKTV. Od početka učestvuje u stvaranju i realizaciji emisije Veče sa Ivanom Ivanovićem.
Jedan je od stalnih članova komičarskog tima emisije Veče sa Ivanom Ivanovićem - Veče smeha zajedno sa Srđanom Dinčićem i Aleksandrom Perišićem.